# Psara (gmina)
Psara (gr. Δήμος Ψαρών, Dimos Psaron) – gmina w Grecji, w administracji zdecentralizowanej Wyspy Egejskie, w regionie Wyspy Egejskie Północne, w jednostce regionalnej Chios. W jej skład wchodzi między innymi wyspa Psara. Siedzibą gminy jest Psara. W 2011 roku liczyła 458 mieszkańców.